# Pinar de Bornos
El Pinar de Bornos es un pinar que se localiza en Bornos, Andalucía (España)

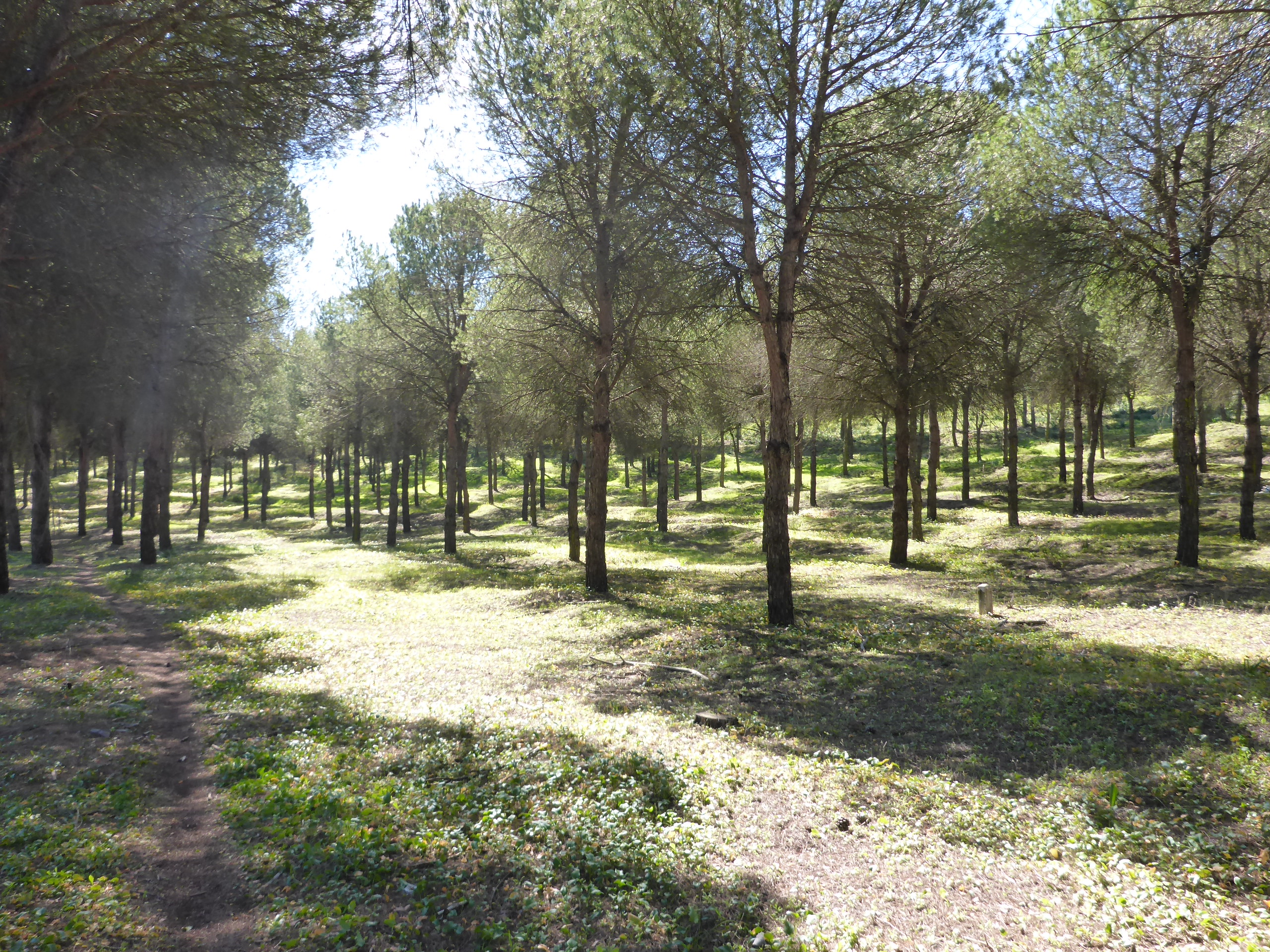
Sendero por el pinar

## Estructura
Se encuentra dividido en dos partes por la carretera A-384, que comunica la localidad con Arcos de la Frontera.